# 仙宁铁路
仙宁铁路，也称南京南站仙西联络线，是南京南站宁安场连接沪宁城际铁路仙林站（原称仙西站）的一条联络线，穿过南京市雨花台区、江宁区、秦淮区、玄武区及栖霞区，全长22.577公里。途中设紫金山东站，但该站因成本问题一直未开通，并因其“建成就废”受到质疑。

## 事故
2024年10月27日晚，D5515次列车通过仙宁铁路时与野猪相撞，随车机械师下车检查时被邻线列车碰撞，经抢救无效身亡。